# جان تربورگ
جان تربورگ (انگلیسی: John Terborgh؛ زادهٔ ۱۹۳۶ (۸۸–۸۹ سال)) دانشمند در زمینه زیست‌شناسی بقا اهل ایالات متحده آمریکا و از برندگان جایزه آکادمی ملی علوم است.